# Schloss Mondschütz

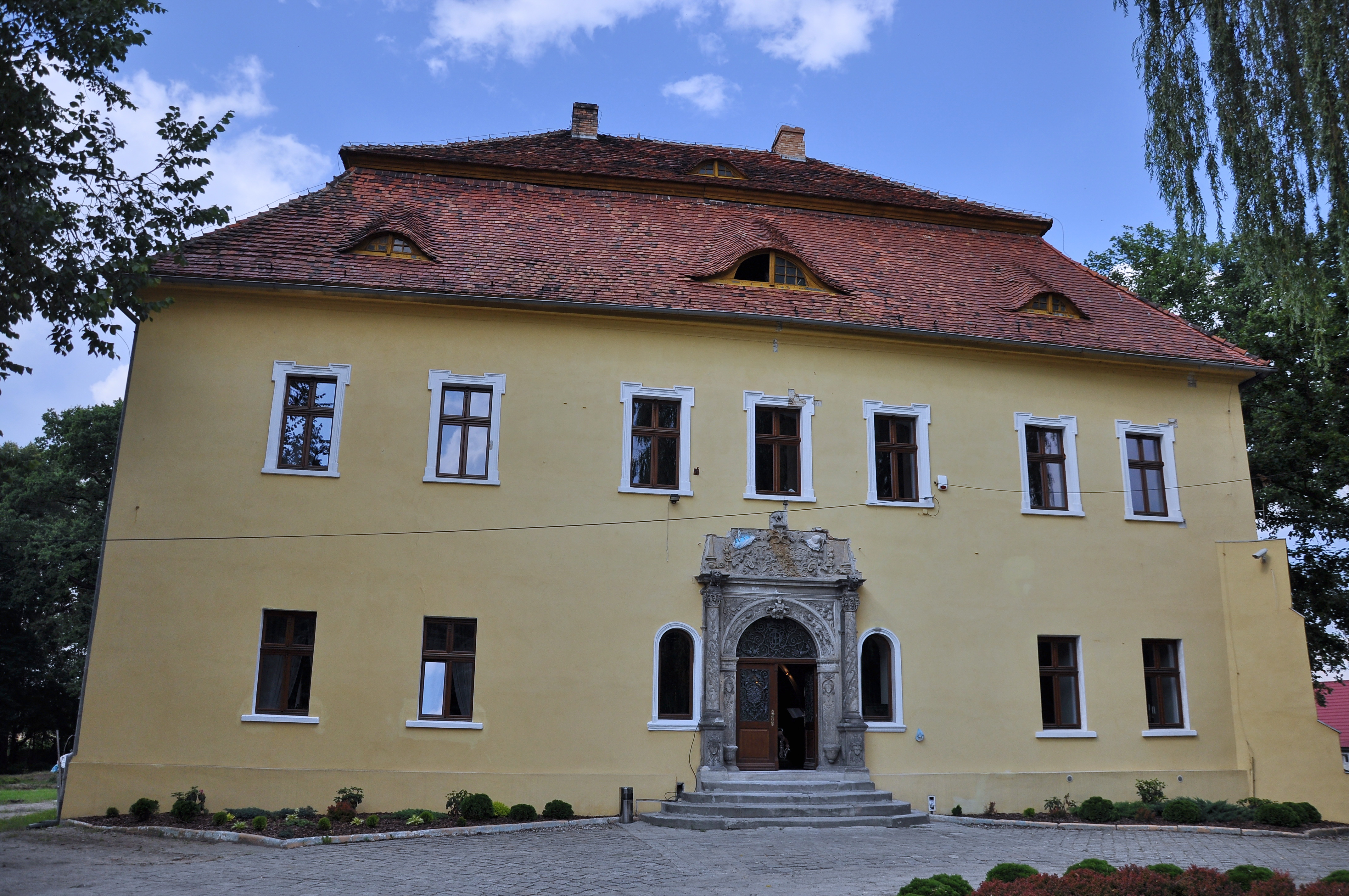
Schloss Mondschütz

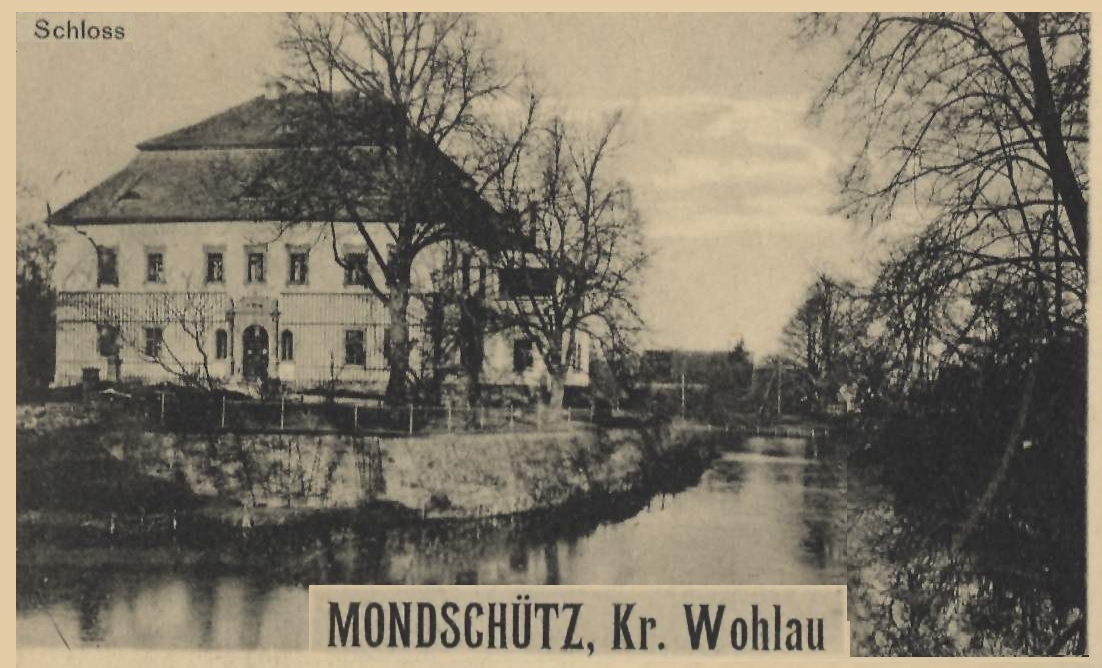
Ansichtskarte

Schloss Mondschütz (polnisch Dwór obronny w Mojęcicach, auch Pałac w Mojęcicach) befindet sich in Mojęcice (deutsch Mondschütz). Es gehört zur Stadt- und Landgemeinde Wołów (Wohlau) im Powiat Wołowski in der Woiwodschaft Niederschlesien in Polen.

## Geschichte
Der Kern des Schlosses geht vermutlich auf eine Burg des 14. Jahrhunderts zurück. Später wurde ein gemauerter Burgturm erbaut. Als Besitzer des Gutes Mondschütz erscheinen: 1317 Peter Stosch und 1469 Melchior von Stosch. Anstelle der alten Burg wurde in den 1620er Jahren das heutige Renaissanceschloss mit Burggraben errichten, wie die Inschrift am Hauptportal belegt:

„Helena G. Kreckwitz. Fridrich Stosch. Sabina G. Glaubitz. Johann Poll Bürger und Bildhauer Groß Glogau 1620 - Nach zweyfeltigem einfall dises hauses so ein maurer zur lignitz vorwarloset hat dises haus wider von newen fundiret und aufgebaut Antony Fodige bürger und maurer in Sommerfeldt.“

Auf die Familie Stosch folgte 1747 als Eigentümer der Kreisdeputierte Heinrich von Kottwitz und seit 1780 der Kriegs- und Forstrat Otto Sigmund von Köckritz, bei dessen Familie es bis zur Enteignung 1945 verblieb. 1845 war der Besitzer ein Major von Köckritz. Der Rittmeister a. D. und Rittergutsbesitzer Diepold von Köckritz zu Mondschütz errichtete von 1887 bis 1926 ein Familienfideikommiss. Nach dem Zweiten Weltkrieg wurde das Schloss verstaatlicht und in einen Landwirtschaftsbetrieb umgewandelt. Seit 1994 befindet sich das Schloss in Privatbesitz. In jüngerer Zeit erfolgte eine umfassende Restaurierung. Heute wird das Schloss als Hotel und Restaurant genutzt.